# فلاور فیلمز
فلاور فیلمز شرکت تهیه‌کننده آمریکایی است. این شرکت در سال ۱۹۹۵ توسط درو بریمور و نانسی جوونن در شهر لس آنجلس تأسیس شد و در زمینه تهیه فیلم و برنامه‌های تلویزیونی فعال است.

## فیلم‌شناسی

### فیلم‌ها
- هرگز بوسیده نشده (۱۹۹۹)
- فرشتگان چارلی (۲۰۰۰)
- دانی دارکو (۲۰۰۱)
- دوپلکس (فیلم) (۲۰۰۳)
- فرشتگان چارلی ۲ (۲۰۰۳)
- ۵۰ قرار اول (۲۰۰۴)
- تب استقرار (۲۰۰۵)
- موسیقی و ترانه (۲۰۰۷)
- با تو حال نمی‌کند (۲۰۰۹)
- جانور (۲۰۱۴)
- چگونه مجرد باشیم (۲۰۱۶)

### برنامه‌های تلویزیونی
- رژیم غذایی سانتا کلاریتا (۲۰۱۷)

## پیوند
- فلاور فیلمز در بانک اطلاعات اینترنتی فیلم‌ها